# Vetralla
Vetralla ist eine Stadt in der Provinz Viterbo in der italienischen Region Latium mit 13.351 Einwohnern (Stand 31. Dezember 2023). Sie liegt 68 km nordwestlich von Rom und 16 km südlich von Viterbo.
|  |

## Geographie
Vetralla liegt in der Nähe des Vicosees im vulkanischen Hügelland des südlichen Tuscien mit seinen tief eingeschnittenen Tälern. Es ist Mitglied der Comunità Montana dei Cimini.
Zu Vetralla gehören die Stadtteile Cinelli, Cura, Giardino, La Botte, Mazzocchio, Pietrara und Tre Croci.
Die Nachbargemeinden sind Barbarano Romano, Blera, Capranica, Caprarola, Monte Romano, Ronciglione, Villa San Giovanni in Tuscia und Viterbo.

### Verkehr
Vetralla liegt an der Staatsstraße SS 2 Via Cassia, die von Rom über Viterbo nach Florenz führt. In Vetralla zweigt die SS 1 bis ab, die den Ort mit der Via Aurelia bei Tarquinia verbindet.
In den Stadtteilen Cura und Tre Croci besitzt die Gemeinde Bahnhöfe an der Regionalbahnstrecke FR3 Rom–Viterbo.

## Geschichte
Am Ende der römischen Ära zog die Bevölkerung von der etwa zwei Kilometer vom heutigen Standort entfernten Stadt Forum Cassii zur jetzigen beherrschenden und leicht zu verteidigenden Lage. Mit der Sutrischen Schenkung gehörte Vetralla zum Kirchenstaat, von 1110 bis 1134 den Herren von Viterbo. 1145 rief Papst Eugen III. in Vetralla, wo er den römischen Gewalttaten und Kämpfen entfliehen wollte, mit der  Bulle Quantum praedecessores zum 2. Kreuzzug auf. Nachdem Vetralla lange Zeit zwischen dem Kirchenstaat und den Herren von Viterbo umstritten war, geriet es unter die Herrschaft mehrerer dem Papst verbundener Adelsfamilien wie den Orsini und den Di Vico.

## Bevölkerungsentwicklung
| Jahr      | 1871  | 1881  | 1901  | 1921  | 1936  | 1951  | 1971  | 1991   | 2001   |
| --------- | ----- | ----- | ----- | ----- | ----- | ----- | ----- | ------ | ------ |
| Einwohner | 6.602 | 6.583 | 8.020 | 8.061 | 8.698 | 9.800 | 9.359 | 11.573 | 11.917 |

Quelle: ISTAT

## Politik
Massimo Marconi (PdL) wurde im Mai 2006 zum Bürgermeister gewählt. Sein Mitte-rechts-Bündnis stellt mit 13 von 20 Sitzen die Mehrheit im Gemeinderat.